# Cultura dell'Irlanda

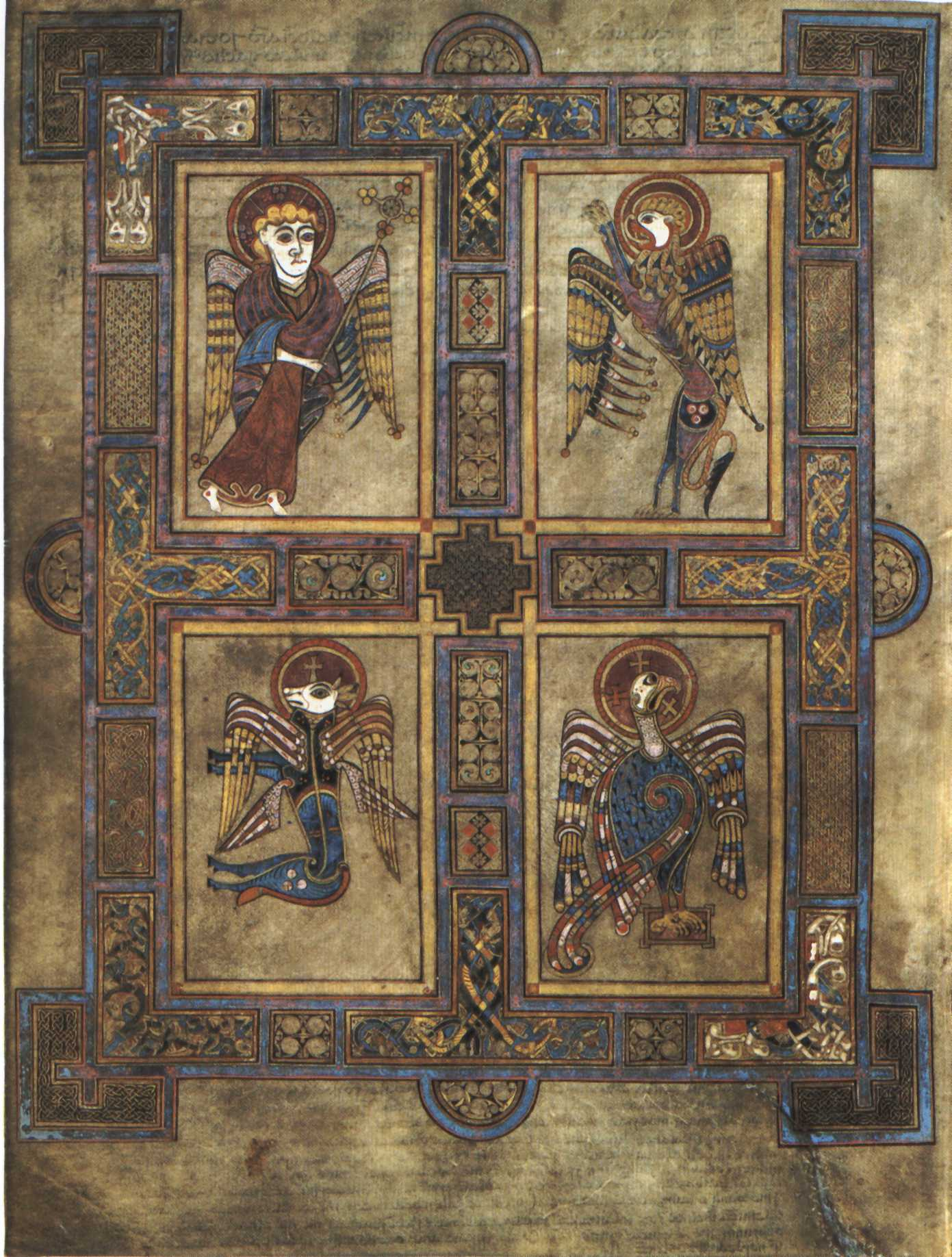
Libro di Kells
La pagina dei quattro evangelisti è una delle più famose fra quelle contenute in questo incredibile reperto medievale, che racchiude la storia e la cultura antica irlandese, fra cattolicesimo, arti figurative e letteratura sacra

La cultura irlandese vanta un'evoluzione sviluppatasi lungo l'arco dei secoli sin dai tempi preistorici. L'attuale situazione contrappone la tranquilla e folkloristica vita dei contadini e degli allevatori dell'ovest e delle Midlands agli abitanti delle grandi e frenetiche città, così come i cattolici sparsi in tutta l'isola ai protestanti dell'Ulster, o le piccole popolazioni che parlano la lingua irlandese nelle zone Gaeltacht alla maggioranza degli anglofoni, tra la popolazione stabile e i cosiddetti Travellers, e, in aumento, tra i nuovi immigranti e le popolazioni native.
Un particolare segno distintivo dell'Irlanda è anche la birra Guinness, riconosciuta in tutto il mondo.

## Uso della terra e urbanistica

### Vita rurale

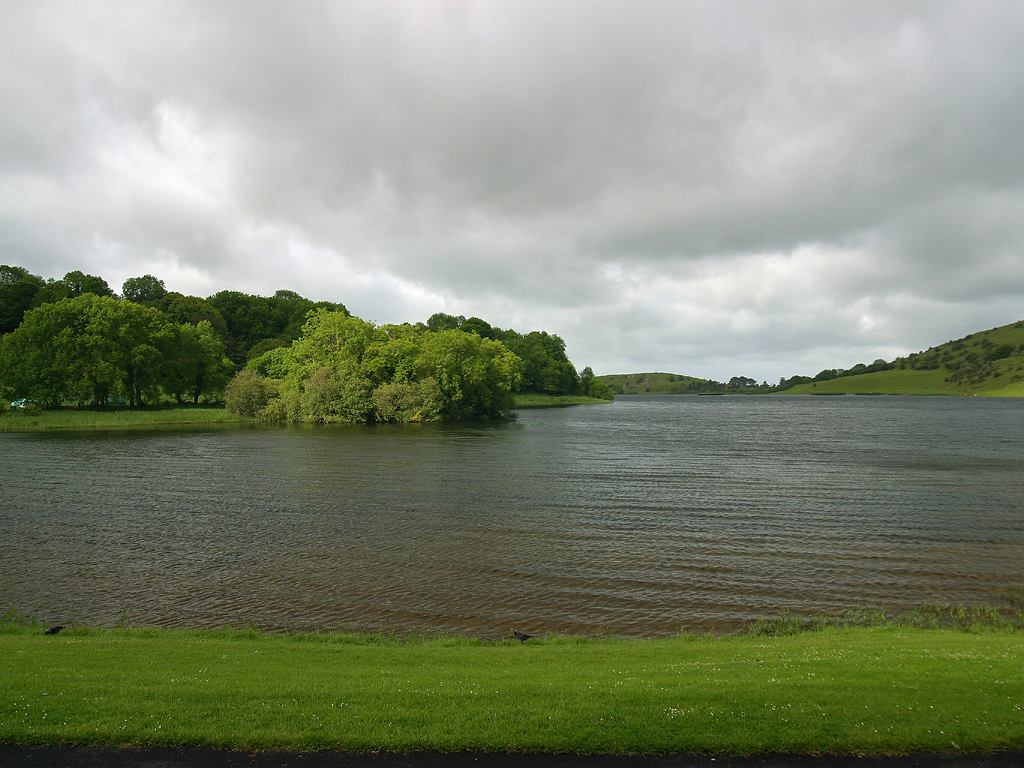
Lough Gur
Uno dei primi posti insediati stabilmente nel quale l'uomo primitivo già praticava allevamento e coltivazione

Come evidenziano vari ritrovamenti ,archeologici, per citarne due famosi i Céide Fields nel Mayo e il Lough Gur nella contea di Limerick, l'attività rurale è presente in Irlanda da tempi lontanissimi. Testi come il Táin Bó Cúailinge mostrano una società nella quale l'allevamento rappresenta la risorsa primaria di benessere. Questa situazione solo in parte cambiò al tempo dei Normanni e della loro conquista dell'Irlanda avvenuta nel XII secolo. Giraldus Cambrensis ritrae la società gaelica fondata sull'allevamento e la transumanza. Solo trecento anni dopo la situazione sarebbe cambiata considerevolmente, come dimostra il resoconto di Edmund Spenser, A View of the Present State of Ireland.
Anche oggi, sebbene un quarto della popolazione della Repubblica viva a Dublino, la popolazione dei capi di bestiame ammonta a circa 6,7 milioni, superiore addirittura all'intera popolazione umana dell'intera isola irlandese.

### Suddivisione del territorio
I Normanni stessi introdussero il sistema di suddivisione signorile delle terre, che influì ovviamente in maniera determinante sugli assetti sociali. Ciò porto all'imposizione della concezione di villaggio e comunità a discapito dell'organizzazione dei nativi irlandesi. In generale, una parish era un'unità civile e religiosa (il significato in inglese è propriamente "parrocchia") con un maniero, un villaggio sviluppato intorno e una chiesa al centro di quest'ultimo. Ogni parish incorporò più centri abitati nei suoi confini.
Nella piena estensione del feudalesimo inglese sull'isola, sorse anche la struttura delle contee, tutt'oggi esistenti (seppur mutate nel tempo) e in alcuni casi importanti amministrativamente e politicamente.
I villaggi e le comunità sono punti focali attorno ai quali sono nate e poi cresciute le rivalità sportive e altre forme di identità locale, al punto che oggi ancora moltissima gente mostra un fortissimo senso di appartenenza alla sua terra di origine, appartenenza che ha la sua più evidente espressioni nei campi da gioco degli sport gaelici.

### Proprietà terriera e "land hunger"

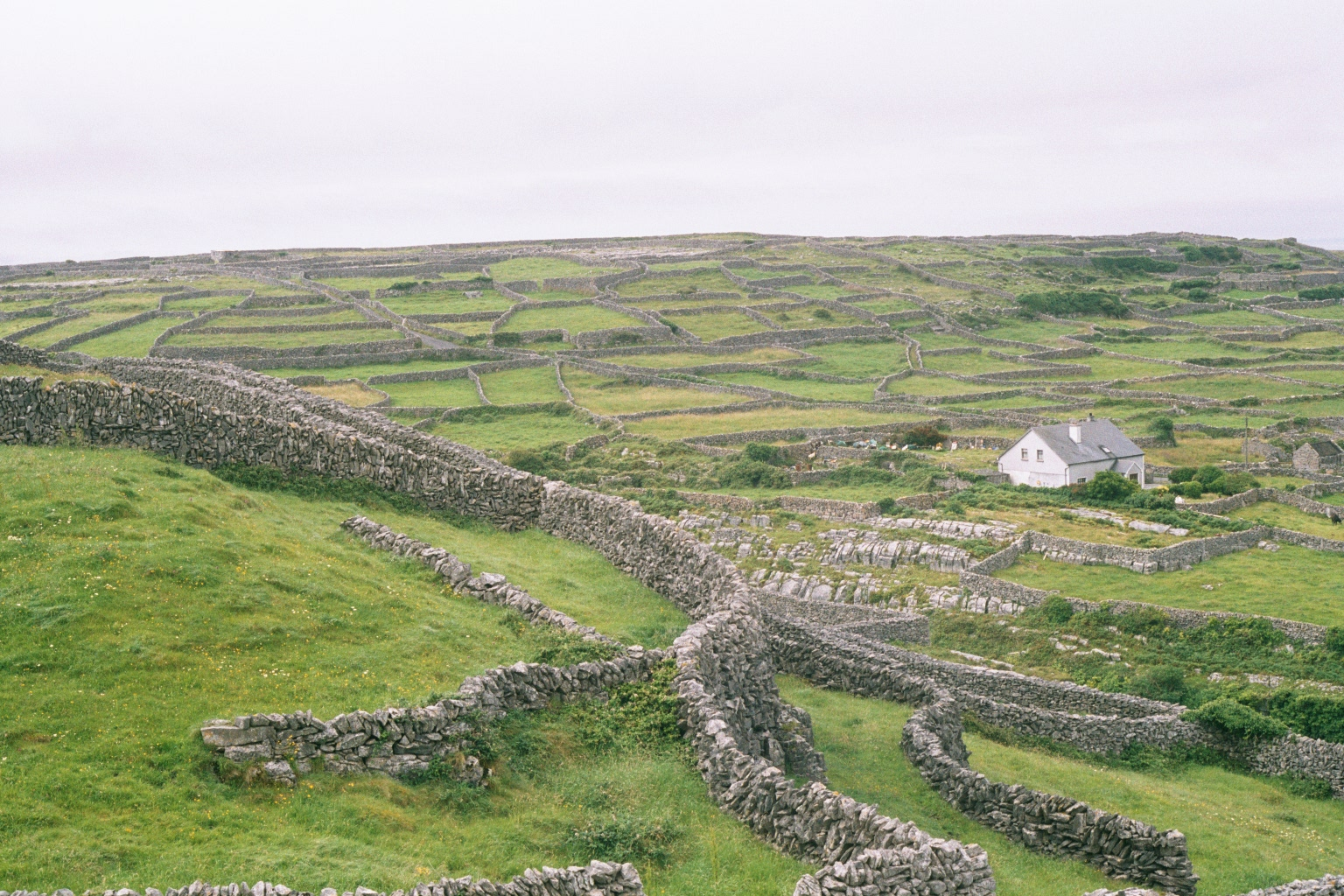
Muretti su Inisheer
La rigida concezione irlandese sulla proprietà terriera, ben visibile in questi piccolissimi appezzamenti marcati con muretti in pietra su una delle isole Aran

Con la conquista Elisabettiana inglese, le conquiste cromwelliane e le Plantation di coloni inglesi e scozzesi, il quadro delle terre e dei fondi in Irlanda fu completamente stravolto. Il vecchio ordine basato sulla transumanza e sull'allevamento allo stato brado collassò, rimpiazzato da una struttura composta di grandi tenute terriere, pochi proprietari di piccoli appezzamenti e una enorme massa di lavoratori proletari. Questa situazione si protrasse fino alla fine del XIX secolo, quando le agitazioni sociali promosse dalla Land League portarono al risultato di varie riforme. In questo periodo storico caratterizzato dal processo riformatorio, i vecchi lavoratori e guardiani divennero proprietari, con la conseguenza dello smembramento delle enormi tenute in piccolissimi fazzoletti di terra. Il processò continuò fino al XX secolo grazie al lavoro della Irish Land Commission. Questa situazione contrastò con quella britannica, dove gran parte del territorio rimase suddiviso in tenute. Ciò non portò solo benefici, ma anche svantaggi: è diffusamente accettata l'opinione che il nuovo assetto sociale contribuì a quel fenomeno chiamato "land hunger" (fame della terra) tra la nuova classe di agricoltori. In generale, questo significa che le famiglie cominciarono a fare di tutto per impossessarsi dei terreni, e lasciarli all'interno della propria sfera familiare, col risultato che una delle ambizioni principali della società del tempo era ottenere terreni.

### Città e centri abitati

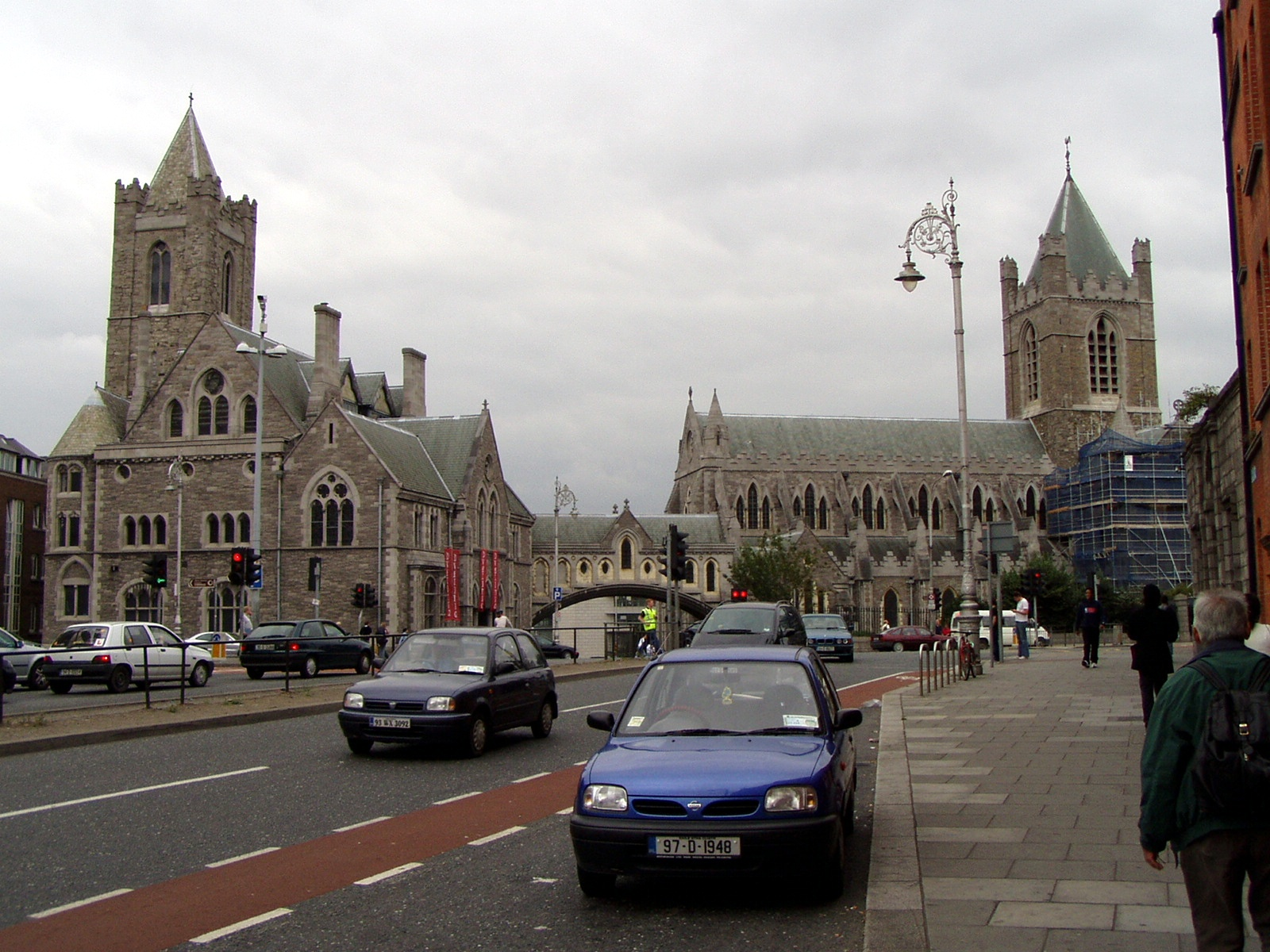
Cattedrale di Christchurch a Dublino
La cattedrale di Dublino contribuì notevolmente allo sviluppo della città

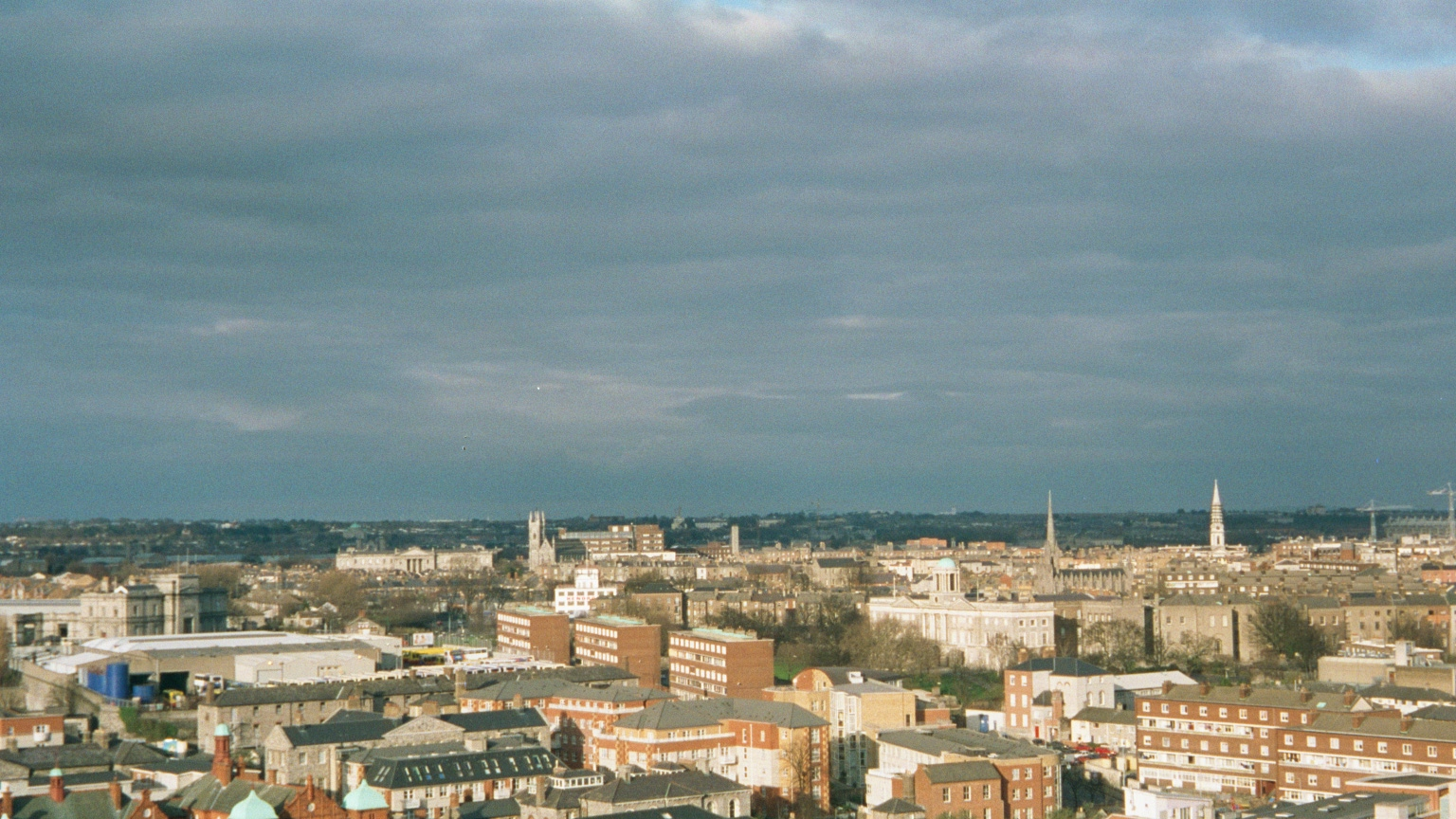
Veduta aerea di Dublino
La capitale irlandese oggi è un'enorme metropoli abitata da un terzo della popolazione della propria nazione

La prima organizzazione sociale irlandese era essenzialmente di tipo rurale. I centri abitati erano un fenomeno quasi sconosciuto, mentre le funzioni sociali destinate solitamente a questi ultimi erano assolte da monasteri, fiere e mercati. La svolta avviene nel IX secolo, quando l'azione vichinga in Irlanda cambia radicalmente, preferendo le popolazioni nordiche l'insediamento permanente alle loro tradizionali scorribande sulle coste: è di questo periodo la fondazione dei centri abitati più antichi: non a caso Waterford, di fondazione vichinga, vanta il primato di città più antica dell'isola. Durante il periodo vichingo questi centri rimasero, tuttavia, di dimensioni ridottissime ed essenziali allo scopo della vita giornaliera dei loro fondatori, fino alla venuta dei Normanni, che invece caratterizzarono la crescita e l'espansione territoriale.
Dato che il cristianesimo celtico era organizzato più in monasteri isolati e abbazie che in organizzazioni diocesane, anche le cattedrali erano qualcosa di quasi sconosciuto in Irlanda. Con il passaggio alla struttura diocesana cattolica, sorsero le prime cattedrali, tra le quali quella di Christchurch a Dublino, fondata dai Vichinghi e ricostruita dai Normanni, che contribuirono alla ulteriore espansione degli abitati, portando in alcune casi a delle vere e proprie città.
Alcuni centri urbani irlandesi, invece, si svilupparono attorno a delle fortificazioni erette dai britannici durante il loro dominio, e tutt'oggi preservano un assetto diverso dalle altre comunità dell'isola. Un altro fatto molto importante fu il limitato impatto che ebbe la Rivoluzione industriale in Irlanda. Belfast subì parecchi influssi, specialmente nel settore navale con l'apertura di molti cantieri, e fu seguita da altre cittadine dell'Ulster che videro in poco tempo il sorgere di alcune zone industriali, ma complessivamente nella grande maggioranza, le città irlandesi si svilupparono principalmente come centri commerciali e amministrativi. Verso la fine del XX secolo, più del 50% della popolazione si era trasferito e viveva in queste aree urbane, basti pensare che Dublino e circondario ricoprono più di un terzo dell'intera popolazione della loro nazione.

## Famiglia irlandese
La Costituzione irlandese garantisce i diritti della famiglia e l'istituto del matrimonio che sono giusti. Comunque, la realtà è che eventi sociali e politici negli anni recenti ha portato a significativi cambiamenti nella vita familiare irlandese. Secondo i dati statistici pubblicati nel 2004, il 31% delle nascite nella Repubblica d'Irlanda avviene fuori dal vincolo del matrimonio, contro il misero 5% del 1980. L'età media delle madri al loro primo parto è di circa 30 anni e i figli per famiglia hanno una media di 1,98.
Nella Repubblica, il divorzio è divenuto legale il 27 febbraio 1997, mentre l'aborto è divenuto legale. appena in un referendum del 2018. Secondo il censimento del 2002 sulla popolazione, il numero delle persone divorziate si è impennato a 35.100 contro le 9.800 del 1996. Il numero dei coniugi separati si è alzato dagli 87.800 individui del 1996 a 133.800 nel 2002. Le coppie di fatto sono l'8,4% delle unità familiari nel 2002, contro il 3,9% del 1996.

## Festività

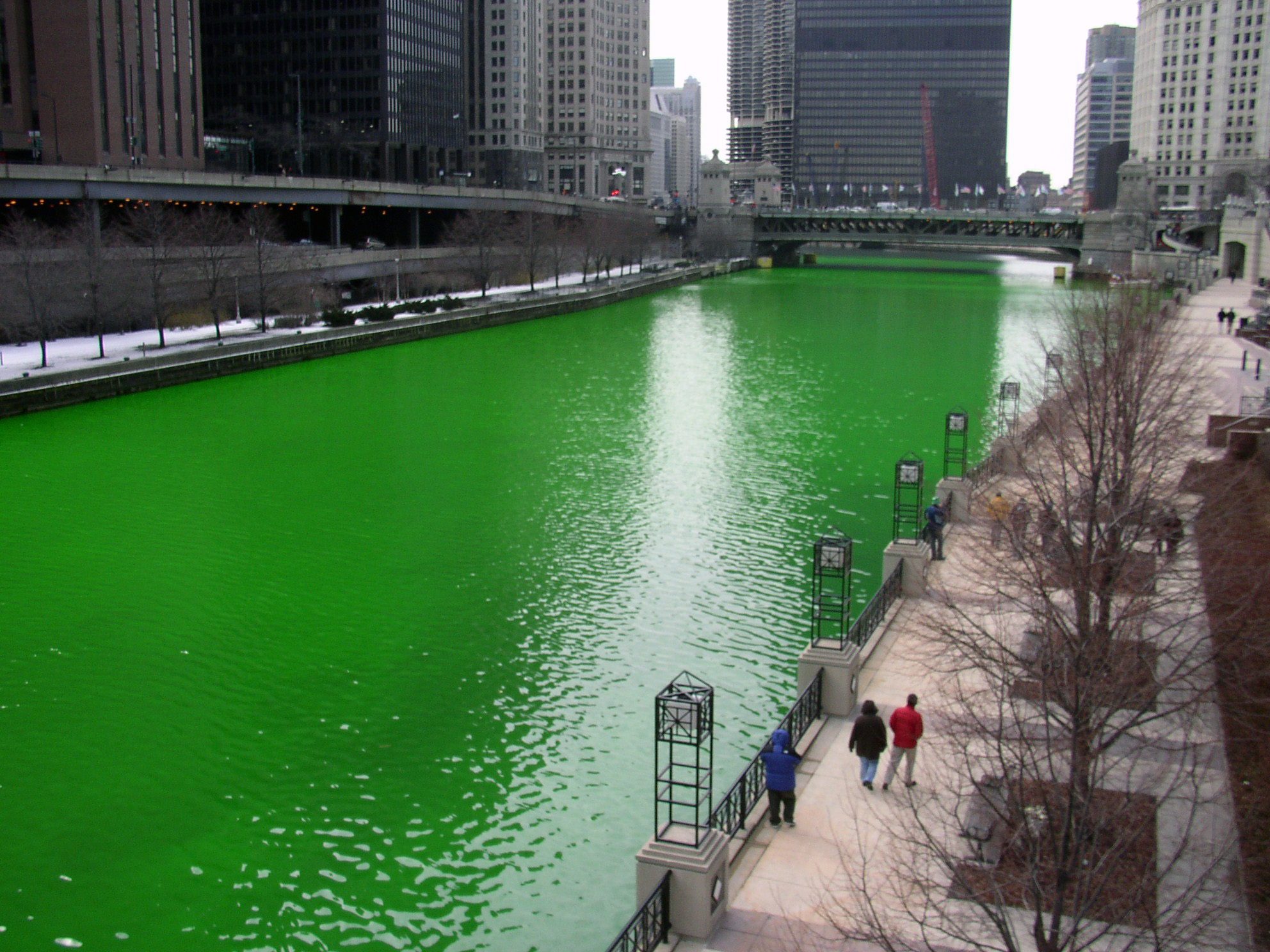
Giorno di San Patrizio
La festa nazionale irlandese non è altrettanto importante altrove, ma ugualmente sentita, soprattutto negli States e in altre nazioni dove l'immigrazione irlandese è stata molto forte, come dimostra il fiume di Chicago opportunamente tinto di verde nel 2005

Gran parte del calendario irlandese rispecchia ancora oggi le antiche tradizioni pagane, influenzate poi in maniera determinante da quelle cristiane. Come in altre nazioni, la data osservata per il Natale è quella che coincide col solstizio invernale. Il Natale irlandese, comunque, è contraddistinto da varie tradizioni popolari, alcune non connesse con la religione. Il 26 dicembre, c'è l'usanza dei "Wren boys" (Ragazzi dello scricciolo) che suonano porta a porta con del materiale assemblato casualmente (cambia a seconda delle località) a rappresentare uno scricciolo "intrappolato nella ginestra", come recita la canzonetta che intonano.
Anche il Brigid's Day (1º febbraio, conosciuto come Imbolc o Candelora) non ha origine nella cristianità, essendo un'usanza religiosa molto più antica relativa alla primavera. Simbolo di questa festa è la Croce di Santa Brigida, una croce fatta di giunchi che i devoti intrecciano in questo giorno e la conservano per tutto l'anno.
Altri festivi pre-Cristiani, i nomi dei quali resistono come nome irlandese dei mesi, sono Beltaine (maggio), Lúnasa (agosto) e Samhain (novembre). L'ultimo è ormai associato ad Halloween, seguita dal Ognissanti, sodalizio festivo in cui si mescolano elementi pagani e cristiani.
Altre feste religiose sono ovviamente Pasqua, e varie celebrazioni per la Madonna. La festa nazionale della Repubblica d'Irlanda è il 17 marzo, giorno di San Patrizio, contraddistinto (spesso anche negli Stati Uniti e in altre parti del mondo) da celebri parate e festival per le vie cittadine.
Il 20 luglio, che commemora la vittoria nella Battaglia del Boyne di Guglielmo III d'Inghilterra e l'inizio della ascesa Protestante, è celebrata da molti praticanti di questa religione nell'Ulster.

## Istituzioni culturali, organizzazioni ed eventi
In Irlanda il numero di musei e gallerie d'arte è considerevole e, specialmente durante i mesi estivi, una vasta gamma di eventi culturali hanno luogo in tutto il territorio, comprendendo manifestazioni artistiche, musicali, folkloristiche ed altre di tipo tradizionale rurale. Tra i più conosciuti il Dublin Saint Patrick's Day Festival  che attira ogni anno circa 500.000 persone e il National Ploughing Championships con un'affluenza media annuale di 400.000. Innumerevoli le manifestazioni musicali sparse nell'isola.

### Istituzioni e organizzazioni
- Abbey Theatre
- Ambassador Theatre
- Aosdána
- Arts Council of Ireland
- Chester Beatty Library
- Comhaltas Ceoltóirí Éireann
- Conradh na Gaeilge
- Cork Opera House
- Druid Theatre, Galway
- Gate Theatre

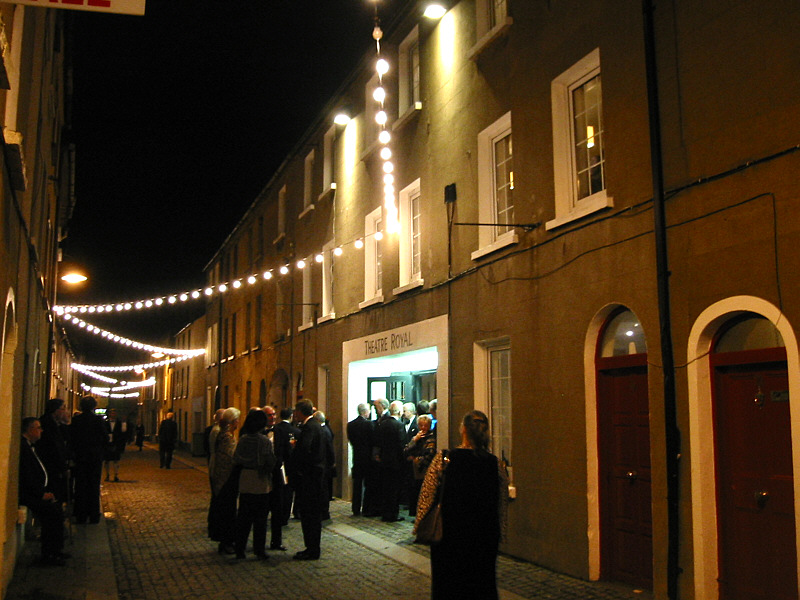
Wexford Theatre Royal

- Hugh Lane Municipal Gallery, Dublin
- Irish Georgian Society
- The Irish Museum of Modern Art a Kilmainham
- Macnas, Galway
- National Archives of Ireland
- National Concert Hall
- National Gallery of Ireland
- National Library of Ireland
- National Museum of Ireland
- National Photographic Archive
- National Transport Museum of Ireland
- National Wax Museum
- Poetry Ireland
- Royal Dublin Society, RDS
- Royal Irish Academy of Music
- Royal Irish Academy
- Royal Society of Antiquaries of Ireland
- Royal Ulster Academy of Arts
- SFX City Theatre
- State Heraldic Museum
- Taibhdhearc na Gaillimhe, Galway
- The Helix, Dublino
- The Point Theatre
- Ulster-American Folk Park, Omagh
- Ulster Museum, Belfast
- Ulster Folk and Transport Museum, Co. Down
- The Hunt Museum, Limerick
- University Concert Hall, Limerick
- W5, Belfast

### Eventi
- Cork Jazz Festival
- Dublin Theatre Festival
- Fleadh Cheoil
- Galway Arts Festival
- Kilkenny Arts Festival
- National Ploughing Championships
- Wexford Opera Festival
- Feis Ceoil
- Oxegen

## Religione

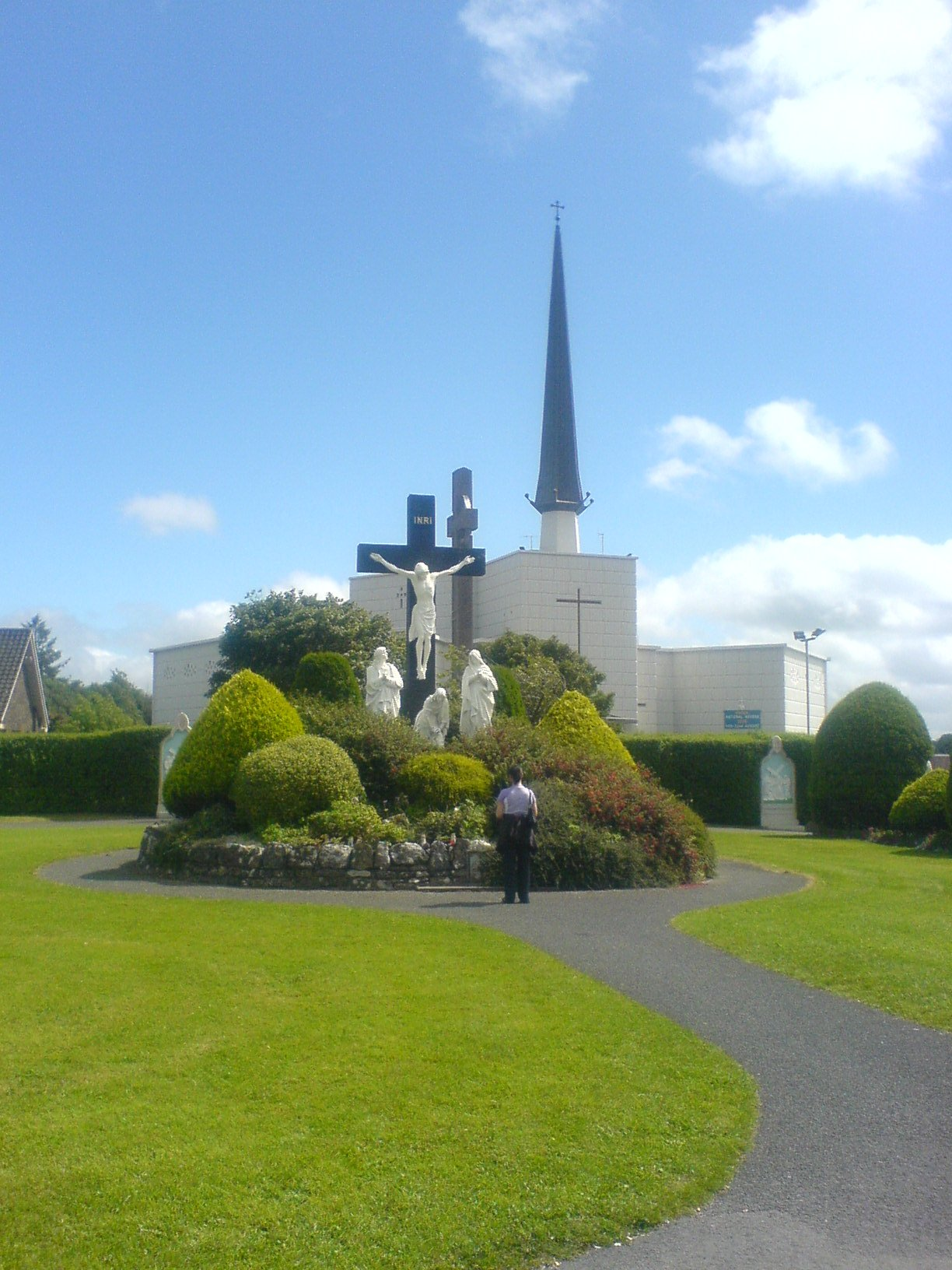
Santuario di Knock

La religione ha sempre assunto un ruolo di primissima importanza nella società irlandese, essendo stata da sempre l'isola fortemente cattolica; questo fatto ha portato a notevoli scontri politici e sociali, specialmente nel XX secolo fra i Cattolici dell'isola e i colonizzatori Protestanti.
Secondo il censimento del 2006, l'86,8% della popolazione della Repubblica d'Irlanda è cattolica, in leggero calo negli ultimi anni. La seconda grande religione, la Church of Ireland (anglicana) è, invece, in lieve ripresa ed è attualmente professata dal 3% della popolazione. Il 0,53% erano presbiteriani, il 0,26% metodisti, meno del 0,05% ebrei, approssimativamente il 2,3% una massa di altre religioni (principalmente Islam) e il 3,53% non hanno dichiarato la loro fede. Circa il 2% non è riuscito a rispondere.
I dati dell'Irlanda del Nord sono del 2001 e mostrano un 40,3% della popolazione cattolico, un 15,3% anglicano, un 20,7% presbiteriano e un 3,5% metodista, un 6.1% di altri gruppi cristiani, 0.3% altra religione o credenza e il 13,9% ateo. Nella Chiesa cattolica irlandese, la frequenza settimanale nelle chiese è crollata dall'87% nel 1981 al 60 % del 1998.
Degni di nota l'organizzazione protestante dell'Orange Order, il santuario cattolico di Knock e le tantissime rovine di monasteri e abbazie sparsi in Irlanda.

## Simboli
Il simbolo ufficiale della Repubblica d'Irlanda è l'Arpa di Brian Boru, usata nelle monete e negli atti ufficiali, oltre che come emblema presidenziale. L'arpa era già usata per rappresentare l'isola irlandese dai tempi della dominazione britannica, solo che era antropomorfa.
Altro simbolo, in questo caso non ufficiale, e diffuso anche in comunità irlandesi sparse nel mondo, è lo shamrock, ovvero una foglia di trifoglio giovane. È adottato da moltissime compagnie e istituzioni sia dell'Irlanda intera, sia di Montserrat e alcune località statunitensi, specialmente Boston.

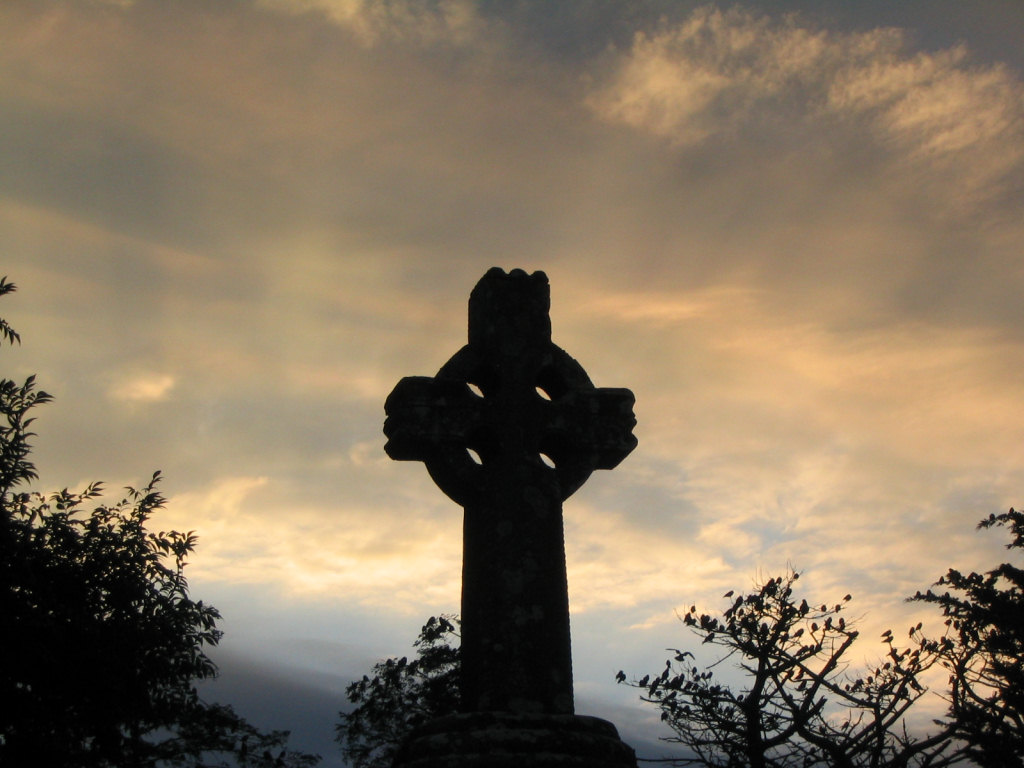
Croce celtica a Knock

Simbolo religioso, anch'esso diffusamente accettato in tutta l'isola, è la croce celtica, originaria del primo Cristianesimo irlandese e dello sviluppo del monachesimo, durante il quale tradizioni celtiche non raramente si amalgamarono alla dottrina cristiana. Il simbolo, infatti, è l'unione del disco solare delle popolazioni pre-cristiane, inserito in quello tipico della religione cristiana, la croce: così disposta, rappresenta i cinque elementi dello spiritualismo celtico (la croce Acqua, Aria, Terra e Fuoco, il cerchio lo Spirito), ma anche la visione cristiana del mondo terreno (asse orizzontale) che si interseca con quello trascendentale ultraterreno (asse verticale) nell'infinità dell'universo (il cerchio). Al di fuori dell'Irlanda, nella quale è ovviamente apprezzatissima, è spesso associata erroneamente alla celtica nazista e vista con sfavore.
Il colore nazionale irlandese è, in entrambe le nazioni, il verde, utilizzato da ogni selezione sportiva e culturale, che rispecchia gran parte dei paesaggi dell'isola.

## Minoranze
Le minoranze più importanti in Irlanda sono i nomadi irlandesi (Pavee o Travellers) e gli Ulster-Scots, cui si rimanda.
Oltre a loro e a parte l'1% di popolazione di origine inglese, desumibile dalla vicinanza della Gran Bretagna, soprattutto negli ultimi decenni, a causa della Celtic Tiger, l'Irlanda ha visto numerosi immigranti stabilirsi sul territorio, in particolar modo nelle città. Tra questi spiccano senz'altro le comunità cinesi, presenti un po' ovunque e soprattutto in Donegal, oltre che a popolazioni asiatiche e dell'est Europa.

## Arti figurative, musica e letteratura

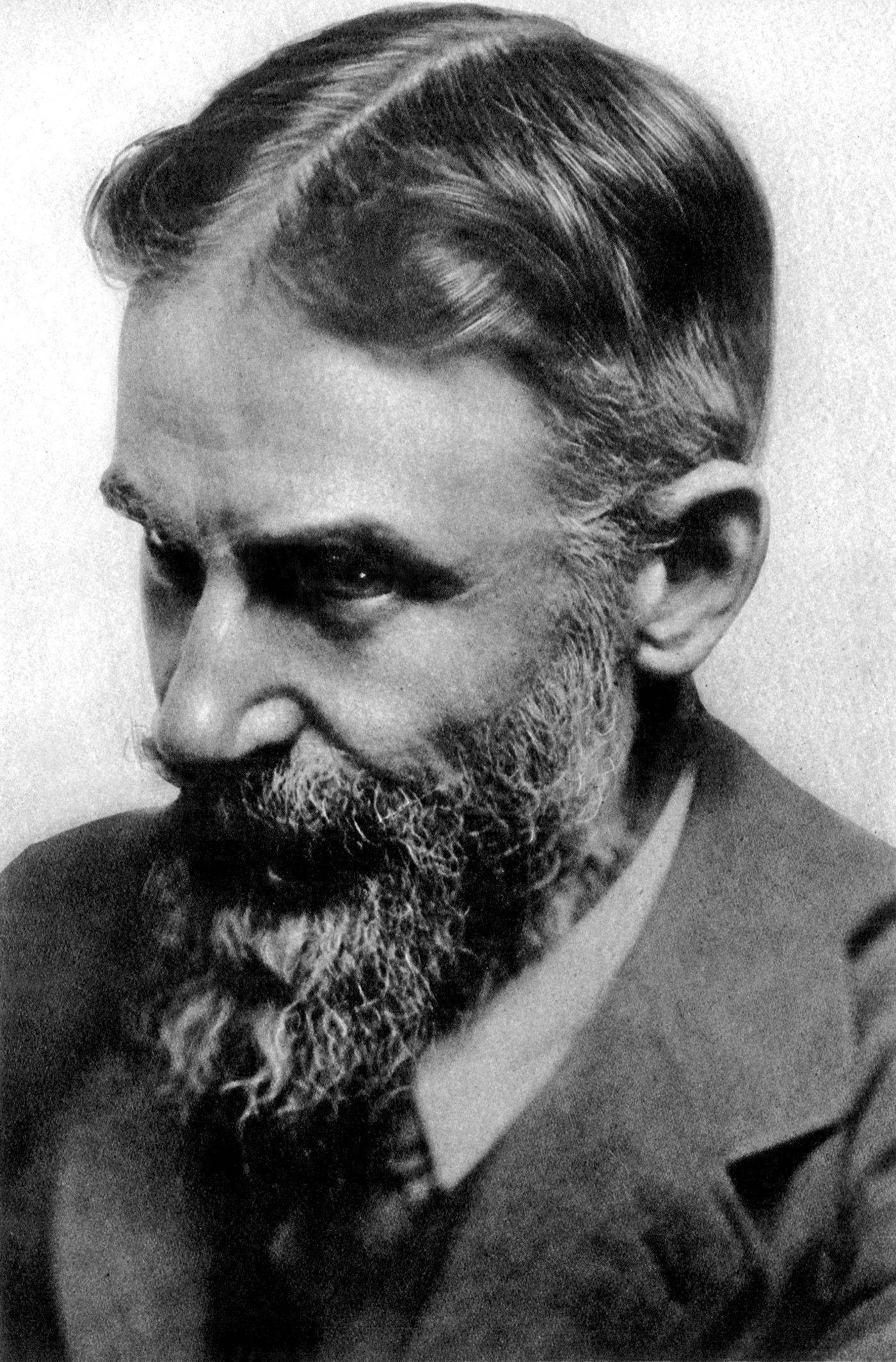
George Bernard Shaw - Uno dei quattro premi nobel per la letteratura irlandesi

Per essere una piccola terra, l'Irlanda ha dato un contributo letterario sensibile. I lavori più conosciuti fuori dall'isola sono in lingua inglese, ciò nonostante il gaelico irlandese è quello più usato, sia anticamente che recentemente, di tutte le lingue celtiche, in aggiunta ad una forte tradizione orale sia poetica che mitologica.
La poesia irlandese rappresenta la più antica branca vernacolare d'Europa, con antichissimi esempi addirittura del VI secolo come gli Hisperica famina. In tempi più recenti, l'Irlanda si è fregiata di quattro Premi Nobel per la letteratura: George Bernard Shaw, William Butler Yeats, Samuel Beckett e Seamus Heaney, senza dimenticare l'importante contributo di James Joyce alla letteratura inglese del Novecento e quello di Oscar Wilde alla letteratura e al teatro inglese dell'Ottocento.
Fra i primi esempi della storia irlandese delle arti figurative, generalmente si considerano le spirali sui blocchi in pietra di Newgrange, seguite da oggetti di metallo ben lavorati dell'Età del Bronzo e in seguito i manoscritti religiosi dell'era medievale, tra i quali è noto il Book of Kells. Nel XIX e XX secolo si forma una tradizione indigena di pittori emergenti, come John Butler Yeats, William Orpen, Jack Yeats e Louis le Brocquy.

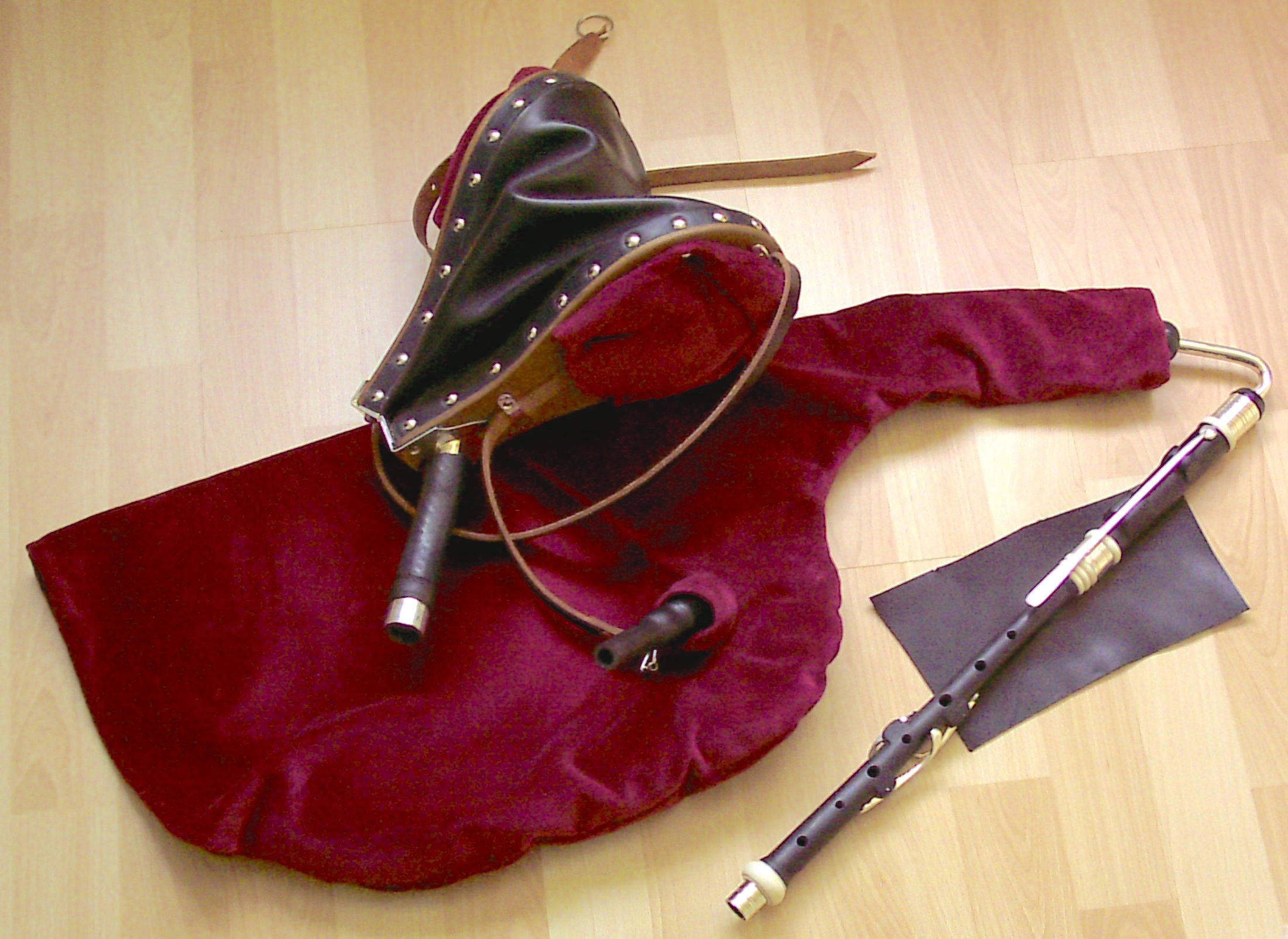
Uilleann pipes - Un tipo di cornamusa tradizionale dell'Irlanda

Vi è anche una nutrita tradizione di musica popolare e danza. Intorno alla metà del XX secolo, mentre la società irlandese si avviava a una modernizzazione.
La musica tradizionale conobbe un declino, specialmente nelle aree urbane. Le nuove generazioni di allora guardavano con ammirazione la Gran Bretagna e, soprattutto, gli Stati Uniti come modelli di progresso, con il risultato che jazz e rock and roll divennero in breve tempo estremamente popolari. Durante gli anni 1960, ispirati soprattutto dal movimento folk americano, la musica tradizionale irlandese riprese a ricevere favori, crescendo in popolarità. Questa riscoperta si deve a gruppi come i The Chieftains, i The Dubliners, i The Clancy Brothers con Tommy Makem e Sweeney's Men, oltre che artisti individuali come Sean Ó Riada.
Col passare del tempo, gruppi e musicisti come Horslips, Van Morrison, i The Pogues e anche Thin Lizzy amalgamarono nei loro prodotti elementi della musica tradizionale e sonorità del rock.
Il famoso chitarrista Rory Gallagher nato nel Donegal, riconosciuto come bluesman.
Durante gli anni 1970 e 1980, gli elementi divennero sempre meno distinti e il genere musicale sempre meno eterogeneo. Gruppi chiave di queste tendenza sono senz'altro gli U2,  The Corrs e, dagli anni 1990, The Cranberries.

## Gastronomia Irlandese

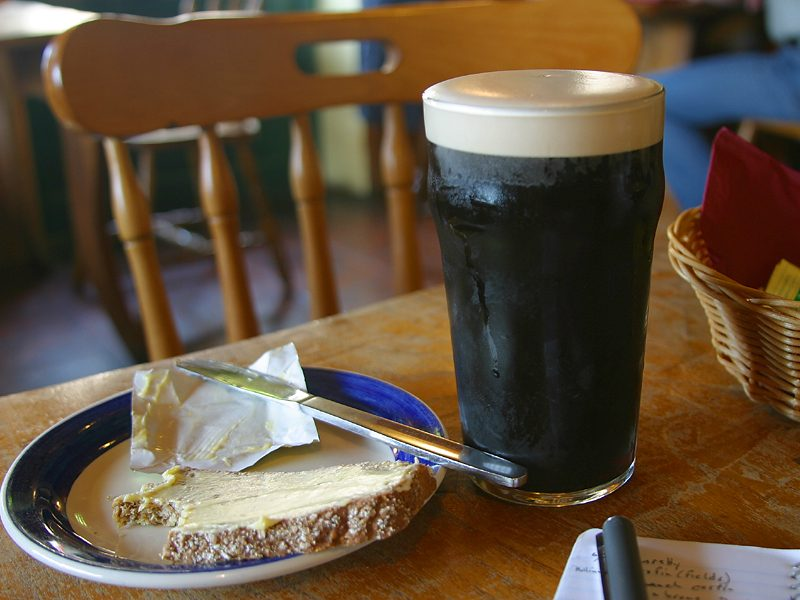
Piatto tipico
Una ben nota pinta di Guinness con del pane imburrato, usuale spuntino irlandese

La cultura gastronomica irlandese si compone anche di una quantità di birre che vengono prodotte e consumate sull'isola. Dalle varie stout di colore bruno, tra le quali la Guinness prodotta a Dublino, alle rosse come la Kilkenny Ale o la più antica Smithwick's, entrambe prodotte nell'omonima città, ma anche alcune lager bionde come la Harp, l'Irlanda è uno dei principali produttori e consumatori di birra nel mondo dal Medioevo ad oggi, al punto che un documento del XVII secolo riporta che nella sola Dublino ci fosse una birreria (circa 1.200) per ogni 4 famiglie.
Sempre in ambito di bevande alcoliche, in Irlanda ci sono note distillerie che producono whisky forti, come il Jameson, un whiskey (con la e aggiunta) distillato ben tre volte, oppure la Crema di Whiskey, prodotta dalla Baileys ed esportata in molti paesi.
Riguardo al cibo, la cucina irlandese si esprime in tre generi: tradizionale, piatti semplici comuni e piatti moderni (serviti negli hotel o in luoghi turistici).
In ogni tipo di cucina irlandese, comunque, ruolo predominante lo assume la patata. Il Colcannon ad esempio è un piatto fatto da patate, aglio selvatico giovane e cavolo o cavolfiore (molto simile al britannico bubble and squeak). Nel Champ, invece, le patate sono tagliate e mischiate con l'uovo, insieme a scaglie di cipolla.
Altri piatti tipici e semplici sono l'Irish stew, bacon e cavolo (bolliti insieme in acqua), o il dolce chiamato Boxty. Particolarmente a Dublino, è diffuso il coddle, consistente in salsicce di maiale bollite.
L'Irish breakfast (colazione irlandese) si basa essenzialmente sulla carne di maiale, e, particolarmente nell'Ulster, patate fritte.
Malgrado l'Irlanda sia un'isola e che molti villaggi, specialmente delle coste occidentali, siano abitati quasi totalmente da pescatori, il pesce non è mai stato un piatto portante della cucina irlandese e fra i piatti diffusi ci sono quelli a base di Dublin Bay Prawns, le ostriche di Galway (ogni anno in città è ospitato un festival sulle ostriche). Il salmone e il merluzzo sono senz'altro i piatti a base di pesce più mangiati.

### L'importanza della patata

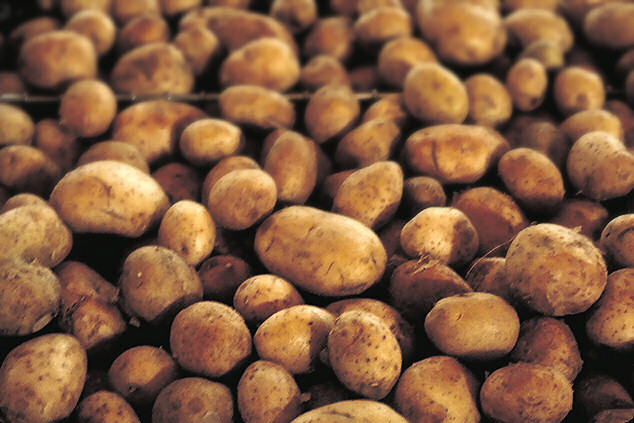
Patate

La patata è sempre stata fondamentale per il popolo Irlandese: sembra sia stata introdotta in Irlanda nella seconda metà del XVII secolo, inizialmente come una pianta da giardino. Ben presto divenne comunque una delle pietanze principali, specialmente per le classi povere, per la sua diffusione e per la sua efficienza in termini di energia da nutrimento, oltre che per vitamine e sali minerali, particolar modo per la vitamina C (soprattutto se fresca).
La diffusione del tubero provocò due eventi fondamentali della storia irlandese, portando fra XVIII e XIX secolo all'esplosione demografica del periodo, nella quale il piatto comune per tutti era patate e burro, ma successivamente a violente carestie quando le piantagioni si ammalavano, la peggiore di tutte senz'altro la Grande carestia irlandese tra il 1846 e il 1849 dove la popolazione tornò immediatamente ai livelli posteriori alla crescita precedente per poi strapiombare in basso terribilmente fra morte, malattia ed emigrazioni.

## Lingua

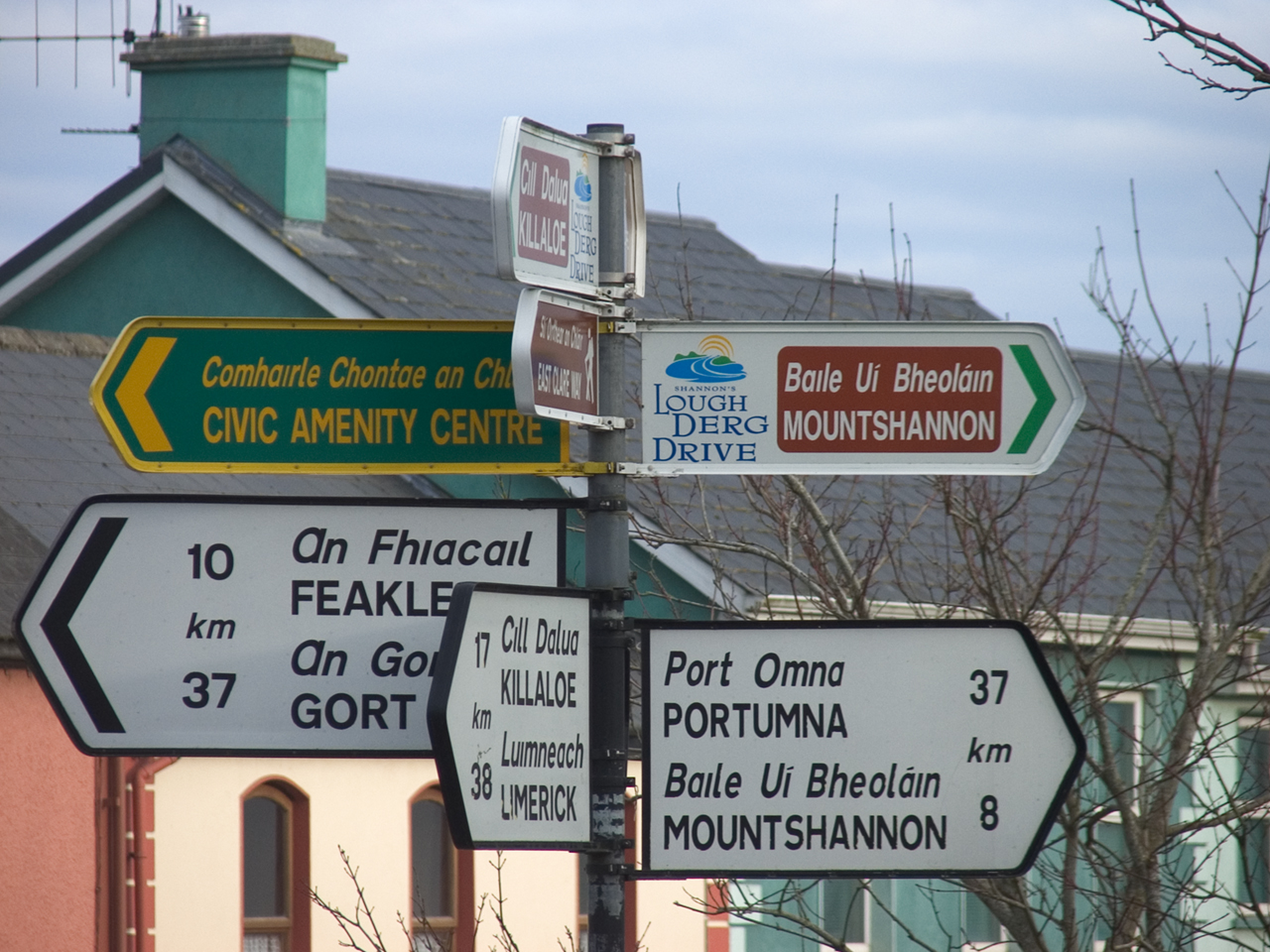
Segnaletica stradale comune
La spesso caotica segnaletica irlandese, riporta i nomi dei luoghi in stampatello per l'inglese e in corsivo per il gaelico

I due linguaggi predominanti in Irlanda hanno a lungo influenzato l'un l'altro, con il locale Inglese che ha visto adottare aspetti dialettali importati da molte espressioni e caratteristiche grammaticali del Gaelico irlandese, il quale, viceversa ha attinto molto dal vocabolario della lingua straniera. Le lingue sono entrambe ufficiali nella Repubblica d'Irlanda, anche se la prima lingua è il gaelico, parlato però a livello vernacolare soltanto nelle zone gaeltacht; nell'Irlanda del Nord, come nel resto del Regno Unito, non c'è una lingua ufficiale.
Nello stato indipendente irlandese il gaelico (dal 2007 anche lingua ufficiale dell'Unione europea) è il linguaggio ufficiale ed esclusivo per atti amministrativi di un certo tipo, così come per delle conferenze. La segnaletica stradale, inoltre, riporta i nomi dei luoghi sia in inglese che in gaelico, mentre nelle zone gaeltacht soltanto in gaelico. A partire dal 2005, inoltre, i luoghi di tali zone hanno come nome ufficiale solo il corrispettivo gaelico, pertanto anche nelle zone normali della nazione, le indicazioni per tali posti sono esclusivamente in gaelico. Questa iniziativa del governo ha creato non poche contestazioni, specialmente per posti turistici rinomati con il nome inglese, fra i quali spicca senz'altro Dingle.
Molti altri linguaggi sono parlati nell'isola, come l'Ulster Scots, una variante della lingua scozzese parlata nell'Ulster, e lo Shelta, un misto di irlandese, Lingua romaní e inglese, parlato comunemente tra i Travellers. Altre lingue sono arrivate in Irlanda grazie agli immigranti – per esempio il Cinese è la seconda lingua più parlata nell'isola, con l'Urdu linguaggio di minoranze presente in maniera significativa nell'Ulster. A Limerick circa una persona su venti parla Russo.
- Gaelico irlandese
- Lingua inglese
- Hiberno-inglese
- Ulster Scots
- Shelta

## Comunicazione

### Stampa
Ci sono numerosi quotidiani in Irlanda, come l'Irish Independent, The Irish Examiner, The Irish Times, The Star, The Evening Herald, il Daily Ireland e The Irish Sun. Quello più diffuso è l'Irish Independent. 
Il Sunday market (mercato della domenica) è quasi completamente saturato dalla stampa britannica, con a capo in termini di vendite, The Sunday Independent. Altri giornali popolari sono The Sunday Times, The Sunday Tribune, The Sunday Business Post, Ireland on Sunday e The Sunday World.
I settimanali sono molti e abbastanza apprezzati, con contee e cittadine principali anche con due testate. Curiosamente Dublino è uno dei pochi posti senza un giornale locale, avendo The Dublin Evening Mail chiuso negli anni sessanta. Nel 2004 The Dublin Daily fu lanciato sul mercato, ma senza grandi risultati.
Una delle controversie maggiori in ambito di quotidiani in Irlanda riguarda la Independent News & Media e la sua pesantissima rilevanza sul mercato, controllando l'Evening Herald, l'Irish Independent, il Sunday Independent, il Sunday World e The Star così come la Chorus. Per molti repubblicani questi giornali seguono tutti un indirizzo filo-britannico.
Nel settore delle riviste, il mercato irlandese è uno dei più competitivi, con centinaia di testate internazionali disponibili, partendo dal Time e The Economist fino ad Hello! e Reader's Digest. Questo tuttavia significa che le riviste nazionali hanno un mercato piuttosto scadente, dal quale si distinguono solo RTE Guide, Ireland's Eye e In Dublin.

### Radio
La prima trasmissione radio in Irlanda di cui si ha notizia fu una chiamata alle armi lanciata dal General Post Office di O'Connell Street durante la rivolta di Pasqua. La prima stazione radio ufficiale sull'isola fu 2BE Belfast, che iniziò le trasmissioni nel 1924. Questa fu seguita nel 1926 da 2RN Dublin e da 6CK Cork nel 1927. 2BE Belfast divenne in seguito BBC Radio Ulster e 2RN Dublin divenne la RTE. La prima stazione radio commerciale della repubblica fu Century Radio, che cominciò a trasmettere nel 1989.
Durante gli anni 1990 e in particolare agli inizi degli anni 2000, dozzine di radio locali ottennero la licenza. Ciò è risultato nella frammentazione del mercato della radio. Questa tendenza si nota soprattutto a Dublino, dove oggi operano 6 stazioni radio private.

### Televisione
BBC Northern Ireland iniziò a trasmettere programmi televisivi nel 1959, mentre RTE Television aprì nel 1961. Teilifís na Gaeilge (TnaG), oggi chiamata TG4, iniziò il suo servizio in lingua irlandese nel 1996, mentre la televisione commerciale arrivò quando TV3 iniziò le trasmissioni nel 1998.
Nonostante la disponibilità in Irlanda di quattro canali terrestri gratuiti, i canali televisivi stranieri hanno catturato una grossa fetta dell'audience. ITV 1, Sky One, e diverse centinaia di canali satellitari sono ampiamente disponibili.

### Cinema
L'industria cinematografica irlandese è cresciuta rapidamente negli anni recenti, in larga misura grazie alla promozione del settore svolta dal Bord Scannán na hÉireann (L'Irish Film Board)  e all'introduzione di grossi sgravi fiscali. Alcuni dei film irlandesi di maggior successo comprendono Intermission (2001), Man About Dog (2004), Il vento che accarezza l'erba (2006), Michael Collins (1996), Le ceneri di Angela (1999) e The Commitments (1991).
L'Irlanda si è inoltre rivelata un luogo popolare per girare film, come avvenuto ad esempio per Un uomo tranquillo (1952), Braveheart (1995) e King Arthur (2004).

## Sport
In Irlanda due sport sono particolarmente seguiti e apprezzati, due sport tipicamente irlandesi che al di fuori dell'isola stentano anche a farsi conoscere: il calcio gaelico e l'hurling, i più gettonati fra gli sport gaelici gestiti ed organizzati dalla Gaelic Athletic Association (GAA). Questi sport sono distribuiti durante l'anno in maniera da coinvolgere sia le formazioni di club, sia soprattutto, in estate, le formazioni delle contee, che culminano con la finale a settembre a Dublino nello stadio di Croke Park.
Il rugby è un altro sport molto amato sia nella parte indipendente che in quella britannica dell'isola. La nazionale di rugby irlandese è una delle più forti e prestigiose del panorama mondiale e ha la peculiare caratteristica di rappresentare tutta l'isola d'Irlanda.

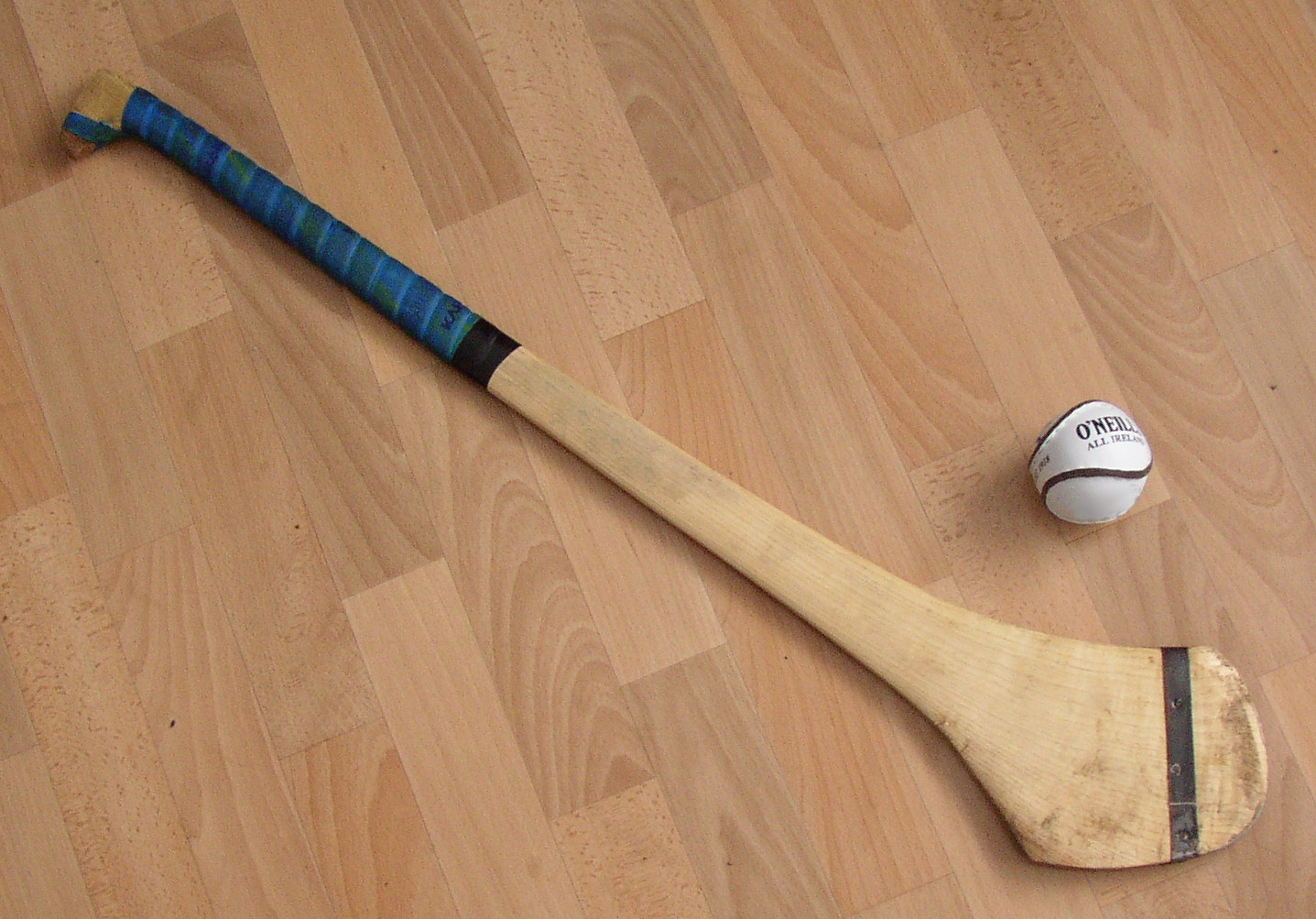
Hurling
Gli strumenti di uno degli sport gaelici

Il calcio è molto seguito e praticato (lo sport più praticato in Irlanda), anche se il livello professionistico riguarda per lo più Dublino e le altre città, nelle zone dell'ovest è quasi esclusivamente di livello dilettantistico. Tuttavia il campionato irlandese è di livello molto basso e non di rado gli irlandesi preferiscono seguire quello inglese, oltretutto affollato di giocatori dell'isola: è risaputo che i più bravi giochino tutti al di là del Mar d'Irlanda. La nazionale di calcio irlandese è molto amata ed apprezzata, anche se non ha mai ottenuto successi internazionali, e spesso, quando non possono tifare per la propria, sostenuta anche dagli unionisti nordirlandesi. La nazionale di calcio nordirlandese del resto è una delle meno forti d'Europa. Quest'ultima gioca le proprie partite a Belfast, mentre la nazionale irlandese di calcio e di rugby gioca a Lansdowne Road, a Dublino.
Sport diffusissimi sono anche l'hockey su prato, l'equitazione, la corsa canina e il golf.